# Desmia angustalis
Desmia angustalis là một loài bướm đêm trong họ Crambidae.